# 中国经济社会理事会
中国经济社会理事会，位于北京市西城区太平桥大街23号，是中国人民政治协商会议全国委员会领导下的综合研究经济社会问题的全国性社团组织。

## 简介
2001年7月2日，中国经济社会研究会成立大会暨理事会一届一次会议在北京举行。会议审议通过了中国经济社会研究会章程、114人组成的理事会、36人组成的常务理事名单。陈锦华当选为会长。该研究会以全国政协办公厅的名义申请成立，是中国经济社会研究机构和有关企事业单位和个人的联合组织。执行机构为理事会。理事会下设经济、社会、环境、教科文、外事5个事务委员会。
2004年11月19日，中华人民共和国民政部批复同意中国经济社会研究会更名为中国经济社会理事会。
中国经济社会理事会是中国人民政治协商会议全国委员会领导下的综合研究经济社会问题的全国性社团组织，是经济社会理事会和类似组织国际协会正式成员，也是其领导机构管理委员会成员。中国经济社会理事会每届任期五年。

## 机构设置
| 事务委员会 - 社会事务委员会 - 文化事务委员会 - 环境事务委员会 - 港澳台侨事务委员会 - 国际事务委员会 - 经济事务委员会 | 工作组 - 国际协会工作组 - 中欧圆桌会议工作组 - 中国-拉美经济技术合作小组 - 中国-非洲经济技术合作小组 - 中国经济社会论坛工作组 | 常设工作机构 - 办公室 - 研究部 - 信息联络部 - 交流合作部 |

## 组成人员
第一届理事会（2001年7月—2004年4月）
- 会长：陈锦华
- 副会长：郑万通、房维中、陈邦柱、刘忠德、王森浩、田增佩、张国祥
- 常务理事（略）
- 理事（略）
- 秘书长：王胜洪

第二届理事会（2004年4月—2009年4月）
- 会长：王忠禹
- 副会长：郑万通、陈清泰、张俊九、刘仲藜、陈邦柱、刘忠德、李其炎、刘剑峰、程世峨、蒋以任、陈绍基、李昌鉴、陈佳贵、张永珍
- 顾问：陈锦华
- 常务理事（略）
- 理事（略）
- 秘书长：王胜洪

第三届理事会（2009年4月—2014年6月）
- 主席：王刚
- 副主席：杨崇汇、张左已、张维庆、张福森、赵启正、阳安江、冯国勤、邢元敏（女）、李昌鉴、王胜洪、徐振寰[5]
- 常务理事（略）
- 理事（略）
- 秘书长：夏纪慧[6]
- 副秘书长（略）

第四届理事会（2014年6月—）
- 主席：杜青林
- 副主席：潘立刚、周伯华、贾治邦、张玉台、孟学农、杨崇汇、潘云鹤、吉林、臧献甫（2015年增补）、吴志明、徐敬业、张秋俭（2015年增补）、王胜洪、徐振寰
- 常务理事（37人，按姓氏笔画排序）：马蔚华、王文彪、王永乐、王胜洪、冯巩、石爱中、刘未鸣、吉林、孙怀山（2017年免职[7]）、孙荫环、吴志明、吴晓青（满族）、宋北杉、寿子琪、张静（女）、张玉台、李朋德、杜青林、杨健、杨崇汇、陈经纬、周伯华、孟学农、林而达、林毅夫（后免职[7]）、郑功成、郑建邦、贺军科、赵海英（女）、徐敬业、徐振寰、徐晓兰（女）、贾庆国、贾治邦、梁国扬（后免职[7]）、程津培、潘云鹤、潘立刚（后增补）、臧献甫（2015年增补）、张秋俭（女，2015年增补）
- 理事（209人，略）
- 秘书长：刘未鸣
- 副秘书长：袁芳（女）、白煜章、李学明[4][8][9]